# Tempête de 1913 sur les Grands Lacs
La tempête de 1913 sur les Grands Lacs, que l'on nomme aussi aux États-Unis et au Canada anglais, le Big Blow (Le grand souffle), le Freshwater Fury (la furie d'eau douce), ou le White Hurricane (l'ouragan blanc), fut une tempête extratropicale dont les vents atteignirent la violence d'un cyclone tropical et ravagèrent le bassin des Grands Lacs aux États-Unis et au Canada du 7 au 10 novembre 1913.
Ce fut la plus funeste et destructrice catastrophe naturelle à avoir frappé ces lacs. La tempête tua plus de 250 personnes, détruisit 19 navires et en brisa 19 autres. Seulement pour les navires, la perte financière approcha les 5 millions $US soit l'équivalent de 100 millions $US d'aujourd'hui. L'énorme perte de cargaisons de charbon, minerai de fer et céréales, causa une augmentation momentanée de leurs prix en Amérique du Nord.
La convergence de deux systèmes frontaux, alimentés par les eaux relativement chaudes des lacs, est à l'origine de la tempête. Il s'agit d'un processus saisonnier que l'on appelle là-bas le November gale (les grands vents de novembre ou tempêtes de novembre). La tempête produisit des vents de 145 km/h, des vagues de 11 mètres et de violentes bourrasques de neige (ou blizzard selon le sens américain).

## Scénario météorologique

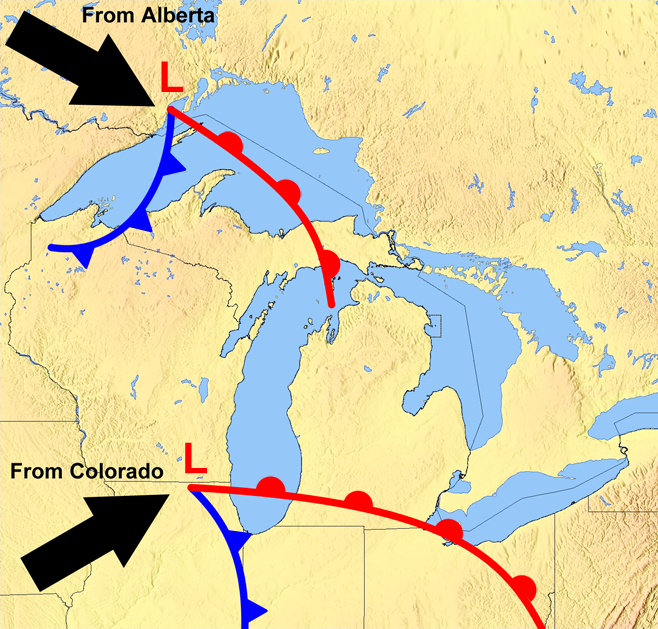
Convergence des deux systèmes causant la November gale.

Pendant l'automne, l'air froid et sec du nord du Canada descend au sud et rencontre l'air chaud et humide provenant du Golfe du Mexique, formant de larges systèmes dépressionnaires sur le centre du continent. Plusieurs de ces systèmes passent sur les Grands Lacs où ils se font réchauffer par les eaux encore près de leur maximum estival de température. Cet échange de chaleur ralentit l'entrée de l'air arctique dans la région, ce qui permet aux lacs de rester relativement chauds durant plus longtemps.
En novembre, la circulation atmosphérique provient souvent de deux régions distinctes et converge sur les Grands Lacs. La circulation la plus au nord amène des dépressions, de type Clipper albertain, vers le sud-est depuis l'Alberta et l'autre vers le nord-est depuis le centre des Montagnes Rocheuses. Cette convergence donne les Grands vents de novembre (November gales) ou les Sorcières de novembre (November witch). Lorsqu'un tel système cyclonique se trouve sur les Grands Lacs, sa puissance est intensifiée par le courant-jet en altitude et les eaux chaudes en surface. Cela permet à la tempête de maintenir des vents pouvant aller jusqu'à 160 km/h, produisant des vagues de 15 m et des précipitations importantes sous forme de neige ou de pluie. Alimentées par les eaux chaudes des lacs, ces puissantes tempêtes peuvent rester sur les Grands-Lacs pendant des jours. Les vents intenses labourent alors la région, érodent sérieusement les rives et inondent les côtes.
Les Grands vents de novembre sont un fléau constant des Grands Lacs, il y eut plus de 25 tempêtes meurtrières sur cette région depuis 1847. C'est lors d'une telle tempête en 1975, que le minéralier géant SS Edmund Fitzgerald coula sans avoir pu même envoyer un SOS.

## Prélude à la tempête
L'arrivée de la tempête de 1913 fut observée pour la première fois le jeudi 6 novembre, sur la rive ouest du Lac Supérieur. Elle se déplaçait rapidement vers le nord du Lac Michigan. Les prévisions météorologiques du Detroit News annonçaient des vents "modérés à forts" pour les lacs, avec de la pluie intermittente pour la nuit de jeudi à vendredi sur la région des Grands Lacs supérieurs (sauf pour le sud du Lac Huron) mais des conditions de bonnes à variables sur la région des Grands Lacs inférieurs.
Vers minuit, le vapeur Cornell, alors à 80 km à l'ouest de Whitefish Point sur le Lac Supérieur, entra dans une soudaine tempête venant du nord et fut sérieusement endommagé. Celle-ci dura jusqu'au lundi 10 novembre et manqua de drosser le Cornell sur la côte.

## La tempête

### 7 novembre

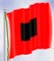
pavillon américain d'avis de tempête

Le vendredi, les prévisions météo du Port Huron Times-Herald de Port Huron (Michigan), décrivaient la tempête comme "modérément forte". Elle était centrée alors sur la haute vallée du Mississippi et avait donné des vents chauds du sud, de modérés à forts, sur les lacs. Les prévisions faisaient état de vents forcissant et d'une chute de la température dans les prochaines 24 heures.
À dix heures, les stations de la Garde-côtes américaine et les bureaux météorologiques du Département de l'Agriculture des États-Unis des ports du Lac Supérieur hissèrent le triangle blanc surmontant le pavillon carré rouge avec centre noir (pavillon américain d'avis de tempête), indiquant un avis de tempête avec vent de nord-ouest.
À la fin de l'après-midi, les signaux de tempête furent remplacés par une séquence verticale de lanternes rouge, blanche et rouge, indiquant qu'une tempête avec des vents de force d'ouragan, dépassant les 119 km/h, approchait. Les vents sur le Lac Supérieur avaient déjà atteint les 80 km/h et un blizzard les accompagnait en direction du Lac Huron.

### 8 novembre
Le samedi 8, l'intensité de la tempête était passée à "sévère". Elle était centrée sur l'est du Lac Supérieur et couvrait tout son bassin. La prévision météo du Port Huron Times-Herald indiquait que les vents du sud étaient restés "modérés à forts", que les vents du nord-ouest avaient atteint la force de "coups de vent à tempête" sur le nord du Lac Michigan et l'ouest du Lac Supérieur, avec des vents de 97 km/h à Duluth (Minnesota).
Ce matin-là, l'assistant mécanicien Milton Smith du vraquier Charles S. Price regarda les prévisions météo de Cleveland (Ohio) et décida de ne pas rejoindre son bord. Depuis quelques jours, Smith avait un pressentiment à propos de son prochain départ. Il avait essayé d'inciter son ami et voisin, le timonier Arz McIntosh, à rester avec lui. Mais McIntosh déclara qu'il avait besoin d'argent. Bert L. Reynolds de Cleveland remplaça Smith avant que le Price n'appareille d'Ashtabula (Ohio).
Il y eut une fausse accalmie dans la tempête, appelée en anglais sucker hole, qui permit au trafic maritime de reprendre sur la rivière Sainte-Marie, entre les lacs Supérieur et Huron, ainsi que sur les rivières Détroit et Saint-Claire, entre les lacs Érié et Huron. Les pavillons hissés à des centaines de ports furent ignorés. Les navires transitèrent toute la journée sur la rivière Sainte-Marie, toute la nuit à travers le détroit de Mackinac, à la jonction des lacs Supérieur, Huron et Michigan; et jusqu'au petit jour sur les rivières Détroit et Sainte-Claire.

### 9 novembre

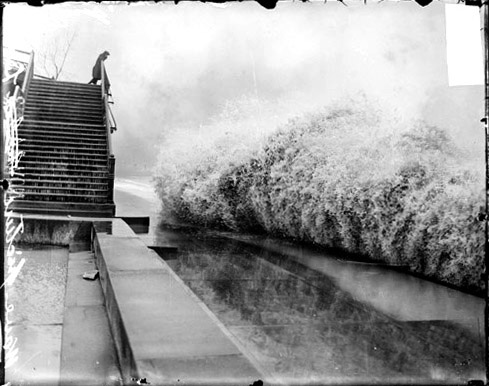
Vague sur les rives du Lac Michigan
Photo publiée dans le Chicago Daily News le 13 novembre 1913

Vers midi le dimanche, les conditions météo sur le sud du Lac Huron étaient relativement normales pour une Tempête de novembre. La pression atmosphérique commençait à remonter à certaines stations, amenant l'espoir d'une fin de la tempête. La dépression qui avait traversé le Lac Supérieur se déplaçait vers le nord-est en s'éloignant des lacs.
Les stations météorologiques avaient transmis la première de leurs deux observations journalières à environ huit heures et n'en enverraient pas d'autre à Washington, D.C. avant vingt heures. Ceci se révéla particulièrement néfaste pour la région des Grands Lacs, car la tempête eut la plus grande partie de la journée pour atteindre la puissance d'un ouragan avant que le siège du service météorologique à Washington ne reçoive des informations sur ce redéveloppement. En fait, le long de la côte sud-est du Lac Érié, près de la ville d'Erie (Pennsylvanie), une dépression venue du sud se déplaçait en direction du lac. Elle s'était formée pendant la nuit et était donc absente de la carte météo du vendredi. Elle s'était déplacée vers le nord, puis vers le nord-ouest après son passage sur Washington, D.C.
L'intense rotation cyclonique de la basse pression devint apparente par le changement de direction des vents au passage de son centre. À Buffalo (New York), les vents matinaux de nord-ouest avaient viré au nord-est vers midi puis soufflaient au sud-est vers dix-sept heures, avec des pointes à 130 km/h notées vers treize heures. Juste 300 km au sud-ouest, à Cleveland, les vents restèrent orientés nord-ouest pendant toute la journée, virant à l'ouest vers dix-sept heures et conservant des vitesses supérieures à 80 km/h. La rafale la plus forte de Cleveland, à 127 km/h, se produisit à seize heures quarante. On note également une énorme chute de pression à Buffalo, passant de 999,7 hPa à huit heures à 974,3 hPa à vingt heures.

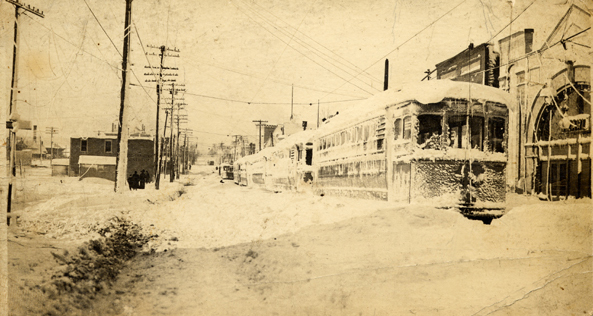
Une rue de Cleveland après la tempête

La basse pression continua sa progression vers le nord durant la soirée, ses vents entrant en phase avec ceux du nord-ouest qui battaient déjà les lacs supérieurs et Huron. Il en résulta une augmentation explosive de la vitesse des vents du nord et des bourrasques de neige. Les navires au sud d'Alpena (Michigan) sur le Lac Huron, particulièrement autour de Harbor Beach et Port Huron au Michigan ainsi que Goderich et Sarnia en Ontario, furent battus par d'énormes vagues allant vers le sud en direction de la rivière Sainte-Claire.
De vingt heures à minuit, la tempête devint ce que les météorologues appellent de nos jours une « bombe ». Des vents soutenus à plus de 110 km/h ravagèrent les quatre lacs les plus à l'ouest. Les dégâts les plus importants se produisirent sur le Lac Huron car nombre de navires avaient tenté de trouver refuge à son extrémité sud. Des rafales de 140 km/h furent rapportées au large de Harbor Beach. La forme du lac, d'axe nord-sud, permit aux vents du nord d'accélérer sans aucun obstacle: canalisation des vents sur l'eau où la friction est réduite comparée à celle du relief terrestre.
Avec le recul, on peut constater que les prévisionnistes de l'époque ne disposaient pas de suffisamment de données, ni d'une compréhension suffisante de la dynamique atmosphérique pour prévoir ou comprendre les événements du dimanche 9 novembre. Les mécanismes de cyclogénèse frontale n'étaient pas encore compris et les observations n'étaient collectées que deux fois par jour par les diverses stations météorologiques du continent. Quand ces données étaient ensuite pointées manuellement sur des cartes afin de les analyser, les informations étaient déjà obsolètes depuis des heures.

### 10 et 11 novembre
Le lundi matin, la tempête s'était déplacée au nord-est de London (Ontario), entraînant des bourrasques de neige dans son sillage. Ce n'est pas moins de 43 cm de neige qui tomba sur Cleveland (Ohio) ce jour-là, remplissant les rues de congères qui atteignaient presque 2 mètres de hauteur. Certains conducteurs de tramways durent passer deux nuits dans leurs engins bloqués par la neige. Les voyageurs durent chercher un abri pour échapper à la tempête.
Le mardi, la tempête se déplaça rapidement vers l'est du Canada. Sans l'apport des eaux chaudes des lacs, elle perdit très vite de son intensité et les chutes de neige furent beaucoup plus faibles. Tous les mouvements de bateaux furent interrompus le lundi et en partie le mardi sur le fleuve Saint-Laurent autour de Montréal.

## Conséquences

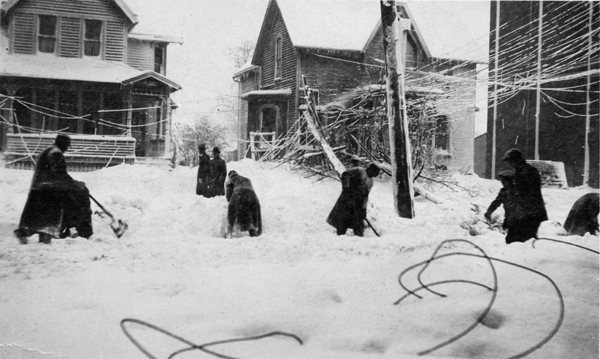
Cleveland après le blizzard

Historiquement, les tempêtes de cette amplitude ne durent pas plus de quatre ou cinq heures. Celle-ci, cependant, déploya des vents supérieurs à 100 km/h pendant plus de seize heures, avec de fréquentes rafales dépassant les 110 km/h. Elle paralysa la navigation sur les lacs et dans tout le bassin des Grands Lacs.

### Sur les côtes
Le long des côtes, le blizzard empêcha la circulation et les communications, causant des centaines de milliers de dollars de dommages. Les 55 cm de neige tombés à Cleveland contraignirent les commerces et les industries à fermer leurs portes pendant deux jours. Il y eut des congères de plus d'un mètre tout autour du Lac Huron. L'électricité, le téléphone et le télégraphe furent interrompus dans le Michigan et en Ontario. Un parc d'attractions, à Chicago, en chantier depuis huit ans, fut détruit en quelques heures.

### Sur les lacs

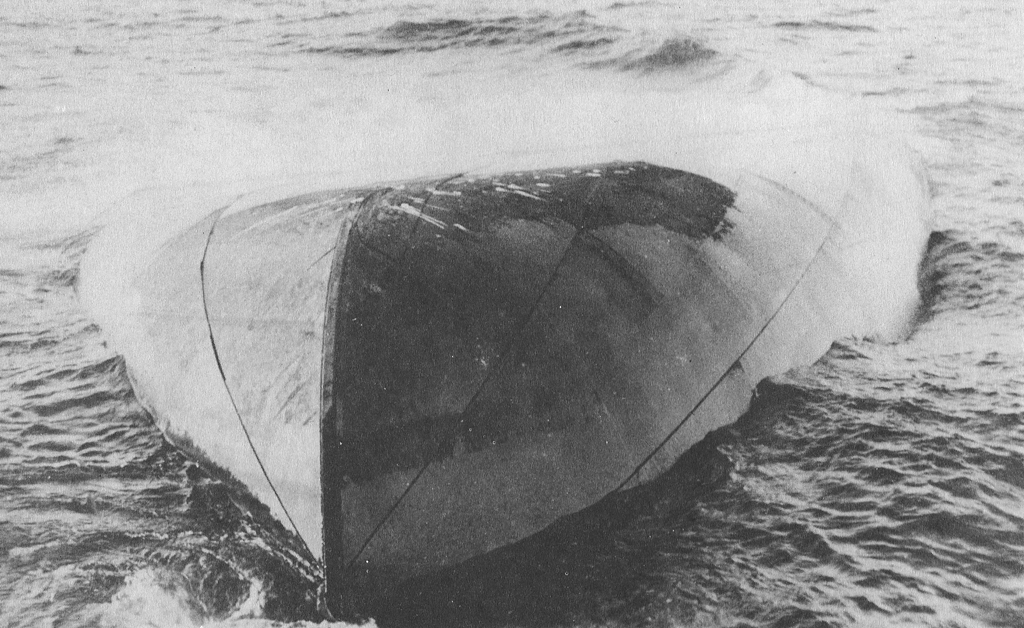
Le Charles S. Price, 154 m, retourné dans la partie sud du Lac Huron.

Les dégâts les plus importants eurent lieu sur les lacs. Des naufrages se produisirent sur tous les lacs, à l'exception du Lac Ontario. Le plus grand nombre se produisit dans les parties sud et ouest du Lac Huron. Les récits des capitaines relatent des vagues d'au moins 11 m de haut. De longueur d'onde plus courte que celles générées par les tempêtes habituelles, les vagues déferlèrent en succession rapide, parfois trois à la fois. Les capitaines indiquèrent également que le vent soufflait souvent dans le sens opposé aux vagues. C'était la conséquence des mouvements cycloniques de la tempête, quelque chose qui fut rarement observé sur les Grands Lacs.
Le 10 novembre, en fin d'après-midi, un navire inconnu fut repéré flottant quille en l'air dans une zone d'une vingtaine de mètres de profondeur sur la côte est du Michigan, en face de Huronia Beach et de l'embouchure de la Sainte-Claire. Découvrir l'identité du navire mystérieux attisa la curiosité de toute la région et fit la Une des journaux. Le bateau finit par couler et ce n'est pas avant le 15 novembre au matin qu'il fut identifié comme le Charles S. Price. La Une de l'édition spéciale du Port Huron Times-Herald ce jour là fut : "BOAT IS PRICE — DIVER IS BAKER — SECRET KNOWN" (le bateau est le Price - le plongeur est Baker - Le mystère est éclairci). Milton Smith, l'assistant mécanicien qui avait décidé de ne pas embarquer au dernier moment, à la suite d'une prémonition, aida à identifier les corps qui furent retrouvés.
Le bilan financier des pertes fut de 2 332 000 $US pour les navires perdus, 830 900 $US pour ceux qui purent être réparés, 620 000 $US pour les navires en perdition mais qui purent reprendre du service et environ 1 000 000 $US pour la perte des chargements. Ceci ne tient pas compte des pertes financières enregistrées par les localités côtières.
Ces événements aboutirent à de nombreuses améliorations à long terme. Les plaintes à l'encontre du service météo de l'USDA, accusé de manque de préparation, débouchèrent sur une amélioration des prévisions météo et des communications d'alertes de tempêtes. Les critiques des armateurs et des chantiers navals débouchèrent sur une série de consultations entre assureurs et marins afin d'établir de nouvelles normes pour la construction des navires offrant une meilleure stabilité et une résistance longitudinale améliorée. Sitôt après le blizzard, Cleveland se lança dans une campagne d'ensevelissement de tout le câblage urbain dans des tubes sous la chaussée des artères principales, ce qui prit une dizaine d'années.

## Naufrages
| Lac       | Navire                | Victimes |
| --------- | --------------------- | -------- |
| Supérieur | Leafield              | 18       |
| Supérieur | Henry B. Smith (en)   | 23       |
| Michigan  | Plymouth (barge)      | 7        |
| Huron     | Argus                 | 28       |
| Huron     | James Carruthers (en) | 22       |
| Huron     | Hydrus (en)           | 25       |
| Huron     | John A. McGean        | 28       |
| Huron     | Charles S. Price      | 28       |
| Huron     | Regina (en)           | 20       |
| Huron     | Isaac M. Scott (en)   | 28       |
| Huron     | Wexford (en)          | 20       |
| Érié      | Lightship 82          | 6        |

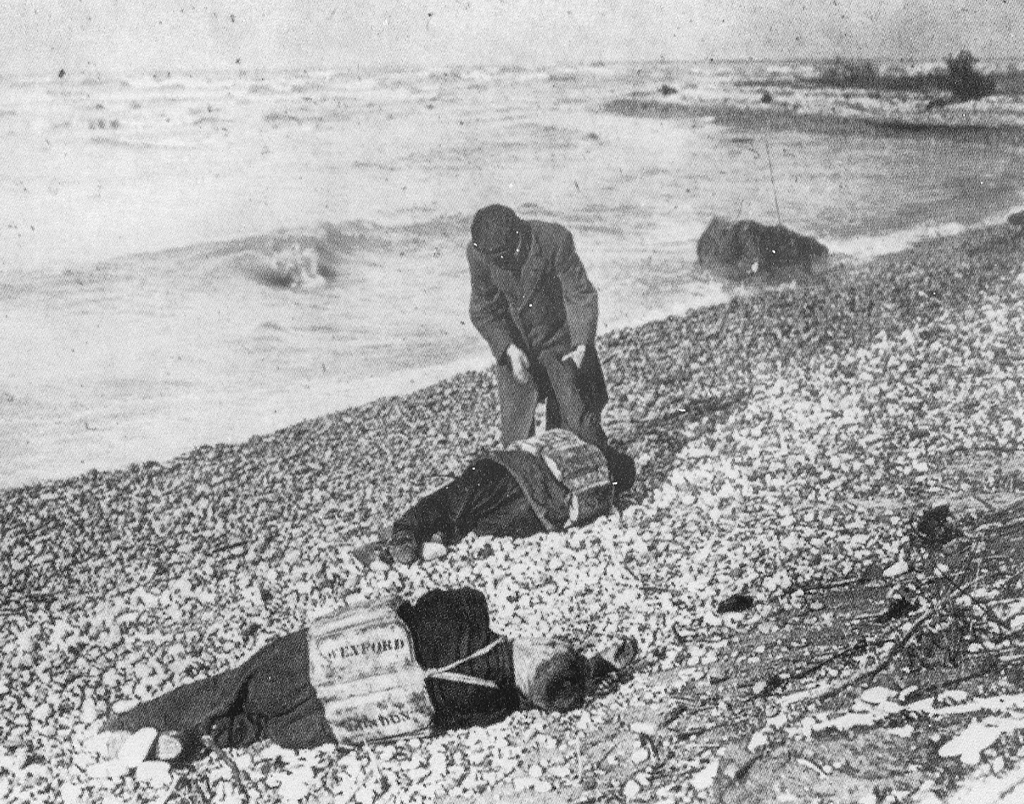
Corps des victimes du Wexford rejetés sur la plage de Goderich (Ontario).

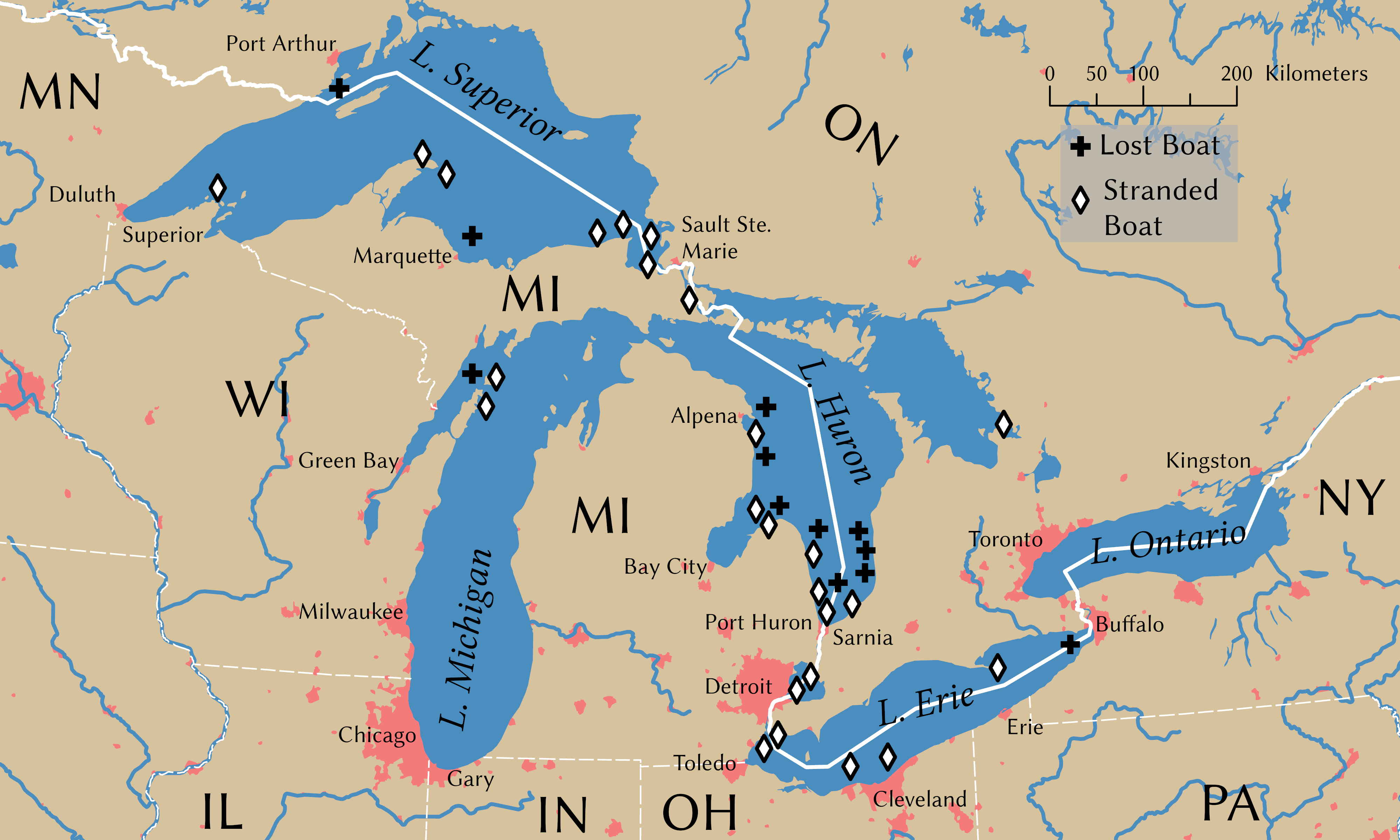
Position des navires détruits lors de la tempête.

La liste ci-contre comprend les navires qui sombrèrent pendant la tempête emportant avec eux leurs équipages. Elle est triée géographiquement par lac et alphabétiquement par nom de bateau. Elle ne comprend pas les trois victimes du cargo William Nottingham qui embarquèrent volontairement sur une embarcation de sauvetage afin d'aller chercher du secours. Alors que l'on descendait leur embarcation des flancs du navire, une vague l'écrasa contre sa coque et les hommes disparurent dans les eaux glacées du lac.
Sur les douze navires qui sombrèrent lors de la tempête, cinq ne furent jamais retrouvés : les Henry B. Smith (en), Leafield, James Carruthers (en), Hydrus (en) et la barge Plymouth. La plus récente découverte fut le Wexford (en) lors de l'été 2000.